# Virginia Lee Burton
Virginia Lee Burton (* 30. August 1909; † 15. Oktober 1968), auch bekannt unter ihrem Ehenamen Virginia Demetrios, war eine US-amerikanische Illustratorin und Kinderbuchautorin. Sie schrieb und illustrierte sieben Kinderbücher, unter anderem Mike Mulligan and His Steam Shovel (1939, deutscher Titel Klas und sein Bagger) sowie The Little House (1942, deutscher Titel Das kleine Haus), welches die Caldecott-Medaille gewann. Sechs Bücher illustrierte sie auch für andere Autoren.
Burton gründete in Cape Ann, Massachusetts, das Textilkollektiv Folly Cove Designers, welches zahlreiche Museumsausstellungen hatte. Einige der Werke der Mitglieder des Kollektivs befinden sich heute in den Sammlungen des Bostoner Kunstmuseums, des Peabody Essex Museums in Salem, Massachusetts, des Cape Ann Museums und des New Yorker Metropolitan Museum of Art.

## Leben
Burton wurde im Newton Center, Massachusetts geboren. Als Kind wurde sie immer „Jinnee“ genannt. Ihre Mutter war Lena Yates, eine Lyrikerin und Künstlerin aus England, deren Gedichte zum ersten Mal veröffentlicht wurden als sie gerade einmal 20 Jahre alt war. Virginias Vater Alfred E. Burton heiratete ihre Mutter, nachdem er mit zwei Söhnen verwitwet worden war. Er war der erste Dekan für studentische Angelegenheiten am Massachusetts Institute of Technology.
Virginia Burton hatte eine ältere Schwester, Christine und einen jüngeren Bruder, Alexander Ross Burton. Außerdem hatte sie auch noch zwei Stiefbrüder – Harold Hitz Burton und Felix Arnold Burton, aus der früheren Ehe des Vaters.
Als Virginia ungefähr acht Jahre alt war, zog ihre Familie nach San Diego, Kalifornien, mit der Begründung, dass die Wintermonate in Neuengland die Gesund ihrer Mutter stark belasteten. Ihre Eltern ließen sich 1925 scheiden, und ihr Vater kehrte daraufhin nach Boston zurück.
Nachdem Burton mehrere örtliche Schulen besucht hatte, erhielt sie ein Staatsstipendium an der California School of Fine Arts in San Francisco, wo sie sowohl Kunst als auch Tanz studierte. Sie lebte während der Zeit des Studiums in Alameda, auf der anderen Seite der Bucht, und nutzte den langen Weg mit dem Zug, der Fähre und der Seilbahn um „schnelle Skizzen aus dem Leben und aus der Erinnerung an meine ahnungslosen Mitreisenden zu machen“.